# Lijst van voetbalinterlands Panama - Zwitserland
Deze lijst van voetbalinterlands is een overzicht van alle officiële voetbalwedstrijden tussen de nationale teams van Panama en Zwitserland. De landen speelden tot op heden een keer tegen elkaar. Dat was een vriendschappelijke wedstrijd in Luzern op 27 maart 2018. De was voor beide teams een oefenwedstrijd in de voorbereiding op het Wereldkampioenschap voetbal 2018.

## Wedstrijden
| № | Plaats | Datum         | Competitie        | Wedstrijd            | Uitslag |
| - | ------ | ------------- | ----------------- | -------------------- | ------- |
| 1 | Luzern | 27 maart 2018 | Vriendschappelijk | Zwitserland – Panama | 6 − 0   |

## Samenvatting
| Competitie        | Totaal gespeeld | Winst Panama | Gelijk | Winst Zwitserland | Doelsaldo Panama – Zwitserland |
| ----------------- | --------------- | ------------ | ------ | ----------------- | ------------------------------ |
| Vriendschappelijk | 1               | 0            | 0      | 1                 | 0 − 6                          |
| Totaal            | 1               | 0            | 0      | 1                 | 0 − 6                          |

FEPAFUT · A-internationals · Selecties · Bondscoaches · Panamees vrouwenelftal · Panama U21 · Panama U20 · Panama U19 · Panama U18 · Panama U17
1930 – 1949 · 
1950 – 1959 · 
1960 – 1969 · 
1970 – 1979 · 
1980 – 1989 · 
1990 – 1999 · 
2000 – 2009 · 
2010 – 2019 ·
2020 – 2029
CGC 1991 · 
CGC 1993 · 
CGC 1996 · 
CGC 1998 · 
CGC 2000 · 
CGC 2002 · 
CGC 2003 · 
CGC 2005 · 
CGC 2007 · 
CGC 2009 · 
CGC 2011 · 
CGC 2013 · 
CGC 2021
WK 2018
1938 · 
1939 · 
1940 · 
1941 · 
1942 · 1943 · 1944 · 1945 · 
1946 · 
1947 · 
1948 · 
1949 · 
1950 · 
1951 · 
1952 · 
1953 · 
1954 · 
1955 · 
1956 · 
1957 · 
1958 · 
1959 · 
1960 · 
1961 · 
1962 · 
1963 · 
1964 · 
1965 · 
1966 · 
1967 · 
1968 · 
1969 · 
1970 · 
1971 · 
1972 · 
1973 · 
1974 · 
1975 · 
1976 · 
1977 · 
1978 · 
1979 · 
1980 · 
1981 · 
1982 · 
1983 · 
1984 · 
1985 · 
1986 · 
1987 · 
1988 · 
1989 · 
1990 · 
1991 · 
1992 · 
1993 · 
1994 · 
1995 · 
1996 · 
1997 · 
1998 · 
1999 · 
2000 · 
2001 · 
2002 · 
2003 · 
2004 · 
2005 · 
2006 · 
2007 · 
2008 · 
2009 · 
2010 · 
2011 · 
2012 · 
2013 · 
2014 · 
2015 · 
2016 · 
2017 ·
2018 ·
2019 ·
2020 ·
2021 ·
2022 ·
2023 ·
2024
Anguilla ·
Argentinië · 
Armenië · 
Aruba · 
Bahama's ·
Bahrein ·
Barbados ·
België · 
Belize · 
Bermuda · 
Bolivia · 
Brazilië · 
Canada · 
Chili · 
Colombia · 
Costa Rica · 
Cuba · 
Curaçao ·
Denemarken ·
Dominica · 
Dominicaanse Republiek · 
Ecuador · 
El Salvador · 
Engeland · 
Grenada · 
Guadeloupe ·
Guatemala · 
Guyana · 
Haïti · 
Honduras · 
Iran · 
Jamaica · 
Japan · 
Kameroen ·
Mexico · 
Montserrat ·
Nederlandse Antillen · 
Nicaragua · 
Noord-Ierland ·
Noorwegen ·
Paraguay · 
Peru · 
Portugal · 
Puerto Rico · 
Qatar ·
Saint Lucia · 
Saoedi-Arabië ·
Servië ·
Spanje · 
Taiwan · 
Trinidad en Tobago ·
Tunesië ·  
Uruguay ·  
Venezuela · 
Verenigde Staten ·
Wales ·
Zuid-Afrika ·
Zuid-Korea ·
Zwitserland
België (2018) ·
Engeland (2018) ·
Tunesië (2018)
SFV · A-internationals · Selecties · Bondscoaches · Zwitsers vrouwenelftal · Olympisch elftal · Zwitserland U21 · Zwitserland U19 · Zwitserland U18 · Zwitserland U17 · Zwitserland U16 · Vrouwen U17
1905 – 1919 · 
1920 – 1929 · 
1930 – 1939 · 
1940 – 1949 · 
1950 – 1959 · 
1960 – 1969 · 
1970 – 1979 · 
1980 – 1989 · 
1990 – 1999 · 
2000 – 2009 · 
2010 – 2019 · 
2020 – 2029
EK's: 1996 · 
2004 · 
2008 · 
2016 · 
2020 · 
2024
WK's: 1934 · 
1938 · 
1950 · 
1954 · 
1962 · 
1966 · 
1994 · 
2006 · 
2010 · 
2014 · 
2018 · 
2022
OS: 1924 · 
1928 · 
2012
1905 · 
1906 · 1907 · 
1908 · 
1909 · 
1910 · 
1911 · 
1912 · 
1913 · 
1914 · 
1915 · 
1916 · 
1917 · 
1918 · 
1919 · 
1920 · 
1921 · 
1922 · 
1923 · 
1924 · 
1925 · 
1926 · 
1927 · 
1928 · 
1929 · 
1930 · 
1931 · 
1932 · 
1933 · 
1934 · 
1935 · 
1936 · 
1937 · 
1938 · 
1939 · 
1940 · 
1941 · 
1942 · 
1943 · 
1944 · 
1945 · 
1946 · 
1947 · 
1948 · 
1949 · 
1950 · 
1952 ·
1952 · 
1953 · 
1954 · 
1955 · 
1956 · 
1957 · 
1958 · 
1959 · 
1960 · 
1961 · 
1962 · 
1963 · 
1964 · 
1965 · 
1966 · 
1967 · 
1968 · 
1969 · 
1970 · 
1971 · 
1972 · 
1973 · 
1974 · 
1975 · 
1976 · 
1977 ·
1978 · 
1979 · 
1980 · 
1981 · 
1982 · 
1983 · 
1984 · 
1985 · 
1986 · 
1987 · 
1988 · 
1989 · 
1990 ·
1991 · 
1992 · 
1993 · 
1994 ·
1995 · 
1996 · 
1997 · 
1998 · 
1999 · 
2000 · 
2001 · 
2002 · 
2003 · 
2004 · 
2005 · 
2006 · 
2007 · 
2008 · 
2009 · 
2010 · 
2011 · 
2012 · 
2013 ·
2014 ·
2015 ·
2016 ·
2017 ·
2018 ·
2019 ·
2020 ·
2021 ·
2022
Albanië ·
Algerije · 
Andorra · 
Argentinië ·
Australië ·
Azerbeidzjan ·
België ·
Bolivia ·
Bosnië en Herzegovina ·
Brazilië ·
Bulgarije ·
Canada ·
Chili ·
China ·
Colombia ·
Costa Rica ·
Cyprus ·
Denemarken ·
DDR ·
Duitsland ·
Ecuador ·
Egypte ·
Engeland · 
Estland ·
Faeröer ·
Finland ·
Frankrijk ·
Georgië ·
Ghana ·
Gibraltar ·
Griekenland ·
Honduras ·
Hongarije ·
Hongkong ·
Ierland ·
IJsland ·
Israël ·
Italië ·
Ivoorkust ·
Jamaica ·
Japan ·
Joegoslavië ·
Kameroen ·
Kenia ·
Kosovo ·
Kroatië ·
Letland ·
Liechtenstein ·
Litouwen ·
Luxemburg ·
Malta ·
Marokko ·
Mexico ·
Moldavië ·
Montenegro ·
Nederland ·
Nigeria ·
Noord-Ierland ·
Noorwegen ·
Oekraïne ·
Oman ·
Oostenrijk ·
Panama ·
Peru ·
Polen ·
Portugal ·
Qatar ·
Roemenië ·
Rusland ·
Saarland ·
San Marino ·
Schotland ·
Servië ·
Slovenië ·
Slowakije ·
Sovjet-Unie · 
Spanje ·
Togo ·
Tsjechië ·
Tsjecho-Slowakije ·
Tunesië ·
Turkije ·
Uruguay ·
Venezuela ·
VA Emiraten ·
Verenigde Staten ·
Wales ·
Wit-Rusland ·
Zimbabwe ·
Zuid-Korea ·
Zweden
Albanië (2016) ·
Argentinië (2014) ·
Brazilië (2018) ·
Chili (2010) ·
Costa Rica (2018) ·
Ecuador (2014) ·
Frankrijk (2006) ·
Frankrijk (2014) ·
Frankrijk (2016) ·
Frankrijk (2021) ·
Honduras (2010) · 
Honduras (2014) · 
Italië (2021) · 
Oekraïne (2006) ·
Portugal (2008)  · 
Portugal (2022) · 
Roemenië (2016) · 
Servië (2018) ·
Spanje (2010) ·
Spanje (2021) ·
Togo (2006) ·
Tsjechië (2008) ·
Turkije (2008) ·
Turkije (2021) ·
Wales (2021) ·
Zuid-Korea (2006) ·
Zweden (2018)